# 電腦科學家

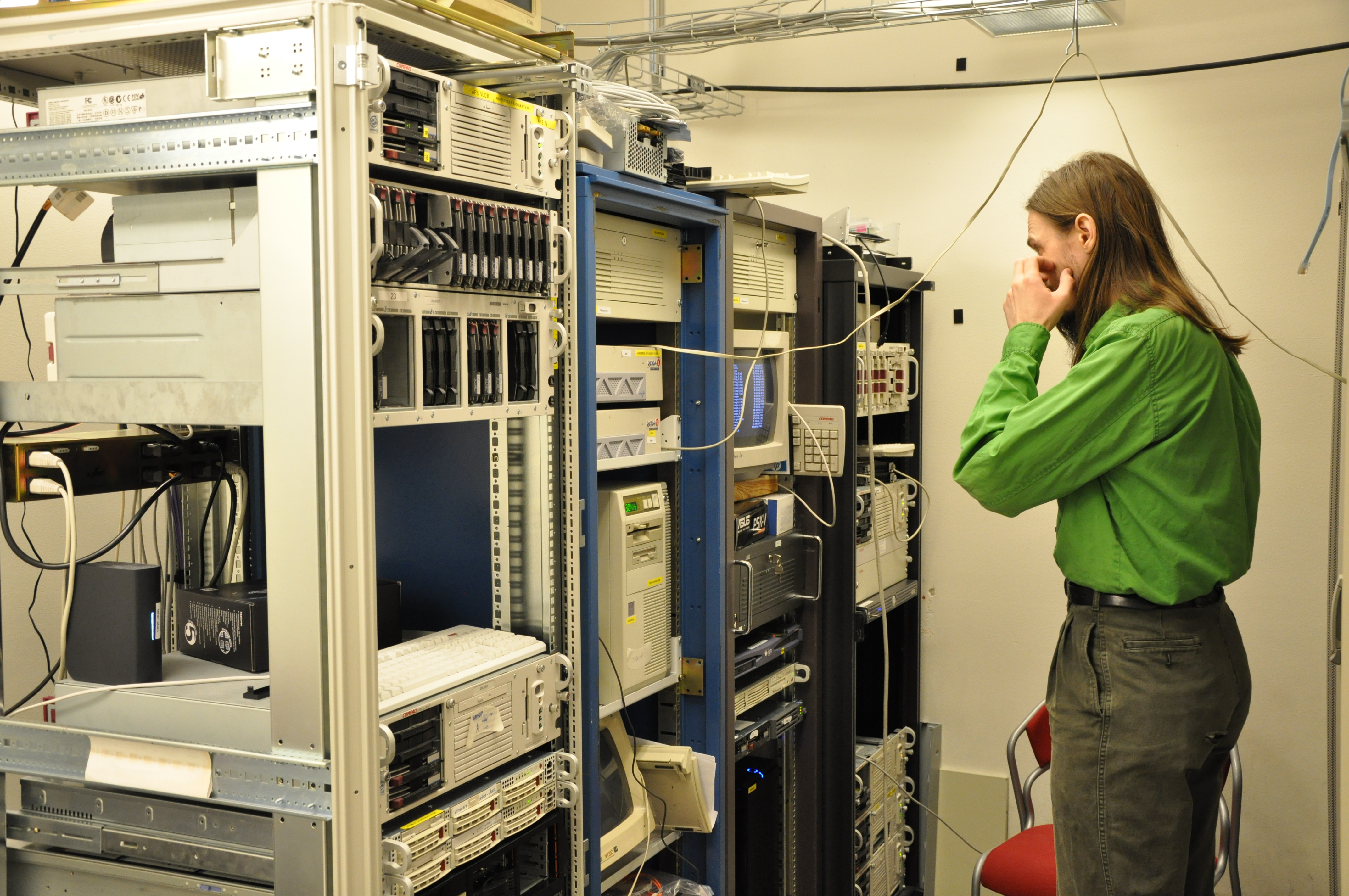
大學電腦實驗室

電腦科學家（英語：Computer scientist）是指一類具有資深電腦科學知識，並從事相關研究的人物。電腦科學家通常從事計算與資訊理論方面的研究，有時也關注這些理論在電腦系統中的應用。
與電腦工程師相對，電腦科學家通常對電腦系統的理論，而非實作，更加感興趣，儘管有時電腦科學家的工作也涉及到硬體系統。電腦科學家通常會對電腦科學的某一分支進行深入研究，但是這些分支都建立在對計算系統的理論研究上。

## 就业
电脑科学家常被软件出版商，科学研究和发展组织雇佣，通过发展理论以创造新科技。电脑科学家也会被大学等教育机构雇佣。电脑科学家可以更实际地运用他们的知识，进入软件工程或IT咨询领域。因为電腦科學极大地依赖于数学，电脑科学家也可以被看作数学家的分支。电脑科学家可能逐步晋升至管理人员或项目领导。因为电脑系统设计，软件出版和相关行业的快速发展，电脑科学家的就业前景良好。